# Подере Пратини (Гросето)
Подере Пратини је насеље у Италији у округу Гросето, региону Тоскана.
Према процени из 2011. у насељу је живело 18 становника. Насеље се налази на надморској висини од 14 м.